# Trattato di Turkmenchay
Il trattato di Turkmenchay (spesso citato anche come Turkmentchaï, Turkemanchay, Turkamanchay, Torkamanchai) è un trattato di pace secondo il quale l'impero persiano, conosciuto oggi come Iran, perse i territori settentrionali (per la maggior parte popolati da armeni e azeri) in favore dell'impero russo, dopo la sconfitta del 1828 alla fine della guerra russo-persiana del 1826-1828.
Il trattato venne firmato il 21 febbraio 1828 del calendario gregoriano (ovvero il 10 febbraio 1828 del calendario giuliano e il 5 sha'ban 1243 del calendario musulmano) da Haj Mirza Abol-hasan Khan e Asef o-dowleh, cancelliere di Fath Ali Shah, da parte persiana, e dal generale Ivan Fëdorovič Paskevič in rappresentanza della Russia.
Come avvenne per il trattato di Golestan, la Persia sconfitta fu obbligata a firmare il trattato con la Russia, dato che non aveva alternative dopo la disfatta di Abbas Mirza. Il generale russo aveva minacciato di conquistare Teheran in cinque giorni se non fosse stato firmato il trattato di pace.

## Disposizioni del trattato
1. In virtù dell'articolo 4 del trattato, la Persia perdeva, a favore della Russia, la sovranità sui khanati di Erevan (capitale attuale dell'Armenia), Nakhichevan, Talysh, le regioni di Ordubad e Mughan (ora parte dell'Azerbaigian) oltre a tutte le terre perse in virtù del precedente trattato di Golestan.
2. Il fiume Aras era il nuovo confine tra la Persia e la Russia, « das Ararat ghal'eh fino alla foce del fiume Astara ».
3. In virtù dell'articolo 6 del trattato, la Persia prometteva di pagare 10 corone d'oro alla Russia (in monete del 1828).
4. Secondo l’articolo 7, la Russia prometteva di sostenere Abbas Mirza nella sua ascesa al trono di Persia, dopo la morte del padre, Fath Ali Shah (evento non verificato, visto che il figlio morì prima del padre).
5. In virtù dell'articolo 8, le navi persiane perdevano il diritto di navigare sul mar Caspio, diritto donato alla Russia.
6. Secondo quanto previsto all'articolo 10, la Russia aveva il diritto di inviare consoli ovunque sul territorio della Persia. Con lo stesso articolo, la Persia fu costretta a firmare trattati economici proposti dalla Russia
7. L'articolo 13, prevedeva lo scambio reciproco dei prigionieri di guerra.
8. In base all'articolo 15, Fath Ali Shah prometteva di non reprimere alcun movimento secessionista nei khanati della regione dell'Azerbaigian.
9. La Persia si scusava ufficialmente di non aver rispettato le promesse fatte nel precedente trattato di Golestan.